# Chase: Cold Case Investigations
Chase: Cold Case Investigations - Distant Memories (-CHASE- 未解決事件捜査課 ～遠い記憶～? Chase: Unsolved Cases Investigation Division - Distant Memories) è un videogioco d'avventura sviluppato e pubblicato nel 2016 da Arc System Works per Nintendo 3DS. Distribuito tramite Nintendo eShop, il titolo è realizzato da Taisuke Kanasaki e altri ex membri di Cing, creatori dei videogiochi Hotel Dusk: Room 215 e Another Code: Two Memories. La traduzione in inglese del gioco per la distribuzione in America Settentrionale è curata da Aksys.

## Trama
Shounosuke Nanase e Koto Amekura sono due investigatori di Tokyo specializzati in analisi dei casi a pista fredda che, in seguito a una telefonata anonima, riaprono un'indagine riguardante una esplosione avvenuta cinque anni prima.